# Georg Seyrer
Georg Seyrer (* 13. April 1921; † 22. August 2011) war ein deutscher Ministerialbeamter.

## Werdegang
Seyrer war bis zu seiner Pensionierung im Jahr 1984 im Amt eines Ministerialdirigenten Leiter der Abteilung Pflanzliche Erzeugung im Bayerischen Staatsministerium für Ernährung, Landwirtschaft und Forsten. Er förderte die Weiterentwicklung des Pflanzenbaus in Bayern entscheidend.

## Ehrungen
- Verdienstkreuz am Bande der Bundesrepublik Deutschland
- 1986: Max-Schönleutner-Medaille der Fakultät für Landwirtschaft und Gartenbau der Hochschule Weihenstephan-Triesdorf